# Alberto Santofimio
Alberto Santofimio Botero (ur. 17 czerwca 1942 w Ibagué) – kolumbijski polityk liberalny, senator, od 1974 minister sprawiedliwości Kolumbii, przestępca skazany za powiązania z działaniem karteli narkotykowych. 

## Życiorys
W 2005 został aresztowany w mieście Armenia, w związku z zabójstwem Luisa Carlosa Galana (1989), głównego kandydata na prezydenta Kolumbii i zwolennika walki z korupcją oraz mafiami narkotykowymi, zastrzelonego podczas wiecu wyborczego w Soachy. Biuro Prokuratora Generalnego Kolumbii zdobyło dowody, które wskazywały na to, że zlecił on to zabójstwo. Wcześniej był przesłuchany w tej sprawie, ale został zwolniony z powodu braku dowodów. Był również przesłuchiwany w 1995 na okoliczność rzekomego zaboru funduszy kartelu z Cali, lecz nie został wówczas oskarżony. 
Płatny zabójca na usługach Pablo Escobara, John Jairo Velásquez stwierdził, że Santofimio planował zabójstwo Galana, podobnie jak morderstwo Rodrigo Lary Bonilli (kolumbijskiego ministra sprawiedliwości) w 1984. W lipcu 2006 Virginia Vallejo, kochanka Escobara, przyznała, że kilkakrotnie była świadkiem rozmów Escobara z Santofimio, podczas których podnoszono wątek fizycznej likwidacji Galana. Propozycja Vallejo zostania świadkiem koronnym, złożona Prokuratorowi Generalnemu Kolumbii, Mario Iguaranowi została przezeń zignorowana, a sprawę zamknięto. 11 października 2007 sąd uznał go winnym udziału w zabójstwie Galana (wykonawcą był John Jairo Velásquez). Został skazany na 24 lata pozbawienia wolności. Wyrok ten uchylono 22 października 2008, ale 31 sierpnia 2011 Izba Karna Sądu Najwyższego potwierdziła wymierzoną przez pierwszą instancję karę. 
Był darczyńcą środków na kampanię prezydencką Alvaro Uribe Veleza. Uribe miał się odwdzięczyć mianowaniem jego syna, Alberto Santafimio, pierwszym sekretarzem ambasady Kolumbii w Paryżu.
W 2018 został powiązany przez Biuro Prokuratora Generalnego Kolumbii z innymi zamachami, w tym na Rodrigo Larę Bonillię (30 kwietnia 1984). 
W 2020 opuścił więzienie La Picota na mocy orzeczenia sądu, który przyznał mu warunkową uchylenie kary za odbycie trzech piątych wyroku za zabójstwo Galana.